# Club Atlético Independiente (Chivilcoy)
El Club Atlético Independiente es una entidad polideportiva de la ciudad de Chivilcoy, provincia de Buenos Aires, Argentina. Fue fundado el 5 de abril de 1930. Su disciplina más destacada es el futbol masculino. Actualmente milita en el Torneo Federal A, tercera categoría para los clubes indirectamente afiliados a la AFA. Es considerado uno de los clubes más representativos de la ciudad de Chivilcoy.
Juega sus partidos de local en el Estadio Raúl Orlando Lungarzo, conocido localmente como "El parque rojo".

## Historia
El 5 de abril de 1930, en la zona del populoso barrio de la plaza Moreno, un conjunto de muchachos entusiastas y emprendedores, simpatizantes del Club Atlético Independiente, de Avellaneda, sentaron las bases fundacionales del Club Atlético Independiente, de la ciudad de Chivilcoy. La primera comisión directiva, estuvo presidida por “wasita” bozzone. Tiempo después, en 1936, principalmente a raíz de serios y graves problemas económicos, que no pudieron resolverse en forma satisfactoria, la entidad se disolvió, y cuatro años más tarde, el 19 de septiembre de 1940, volvió a reorganizarse, bajo la presidencia de don monki de francesco. Posteriormente, fijó su sede en el sector geográfico de la plaza Belgrano, en un inmueble ubicado en la intersección de las calles Gral. Pinto y Coronel Brandsen. El citado edificio se adquirió en el año 1962. 
Dentro del plano futbolístico, tras afiliarse a la Liga Chivilcoyana, comenzó a militar en la división de ascenso, y se consagró campeón de esta categoría en 1941. En 1956 se adjudicó el certamen de primera división de la Liga Chivilcoyana, y reiteró su triunfo en el campeonato del año 1958. Su trayectoria en el tiempo, sus victorias deportivas, y su progreso y gran desarrollo institucional, han hecho de él una entidad pujante y destacada en la historia social y comunitaria del partido de Chivilcoy.

### Torneo del Interior, Torneo Federal A y primera participación en Copa Argentina
En el Torneo del Interior 2012 tras un 0-1 en la ida y un 2-1 en la vuelta, le ganó en la tanda de penales 3 a 1 en la final a  Independiende de Neuquén, siendo el primer equipo chivilcoyano en lograr dicha hazaña y ascendiendo al Torneo Argentino B 2012-13. El 24 de octubre de 2012 se enfrentó a Once Tigres de 9 de Julio por la Fase Preliminar de la Copa Argentina 2012-13 perdiendo 2-1. Fue la primera participación de un equipo chivilcoyano en la Copa Argentina.
En el Torneo Argentino B 2013-14 llegó a la Cuarta Fase, quedando a 2 partidos de ascender. Perdió 2-1 contra Estudiantes de Río Cuarto.
El club fue invitado al Torneo Federal A 2014. En esa primera participación pudo mantener la categoría saliendo 6° en la zona 5. En la Copa Argentina 2013-14 eliminó por penales a General Rojo de San Nicolás jugando de local, siendo la primera vez que se juega la Copa Argentina en Chivilcoy. Independiente logró clasificar a la Fase Preliminar Regional II, en donde perdió por penales frente al conjunto Ferro Carril Sud de Olavarría.
El 22 de octubre de 2014 perdió 1-0 frente a Defensores de Belgrano (VR) en la Primera Etapa de la Copa Argentina 2014-15. En el Torneo Federal A 2015 no pudo mantener la categoría y descendió al Torneo Federal B.

### Federal B
En febrero de 2016 perdió contra Camioneros 2-1 en el global, partido disputado en la Primera fase de la Copa Argentina 2016-17. En el Torneo Federal B 2016 que se jugó en la primera mitad del 2016, Independiente logró salir 2° en la zona 4 justo por detrás de Rivadavia de Lincoln. En la fase de eliminación quedó eliminado en cuartos de final frente a Agropecuario. 
En el Torneo Federal B Complementario 2016 Independiente tuvo una campaña ideal quedando segundo en la Zona A con Sosa Facundo como goleador de la Región Pampeana Norte anotando 17 goles en 14 partidos, clasificando así a la segunda fase de la competición. Luchando por el segundo ascenso al Federal A, por los cuartos de final derrota por un global de 3 a 0 a Belgrano (San Nicolás) con un triplete de Sosa F.; en semifinales eliminó a Camioneros por un global de 2 a 1 en el cual Sosa resulta lesionado por una grave falta recibida por parte del centrocampista Vena. En la final por el ascenso cayó frente a Estudiantes de Río Cuarto por un global de 2 a 1 en un encuentro en el cual Sosa no pudo participar debido a su lesión, dejando a Independiente sin su goleador estrella.
El 19 de julio de 2017 Sosa Facundo fallece de un ataque el corazón, el 26 de agosto de ese mismo año se realizó su homenaje en el estadio Raúl Orlando Lungarzo.
En el Torneo Federal B 2017 Independiente queda 2° en la Zona A, clasificando a la segunda fase en la cual llega hasta semifinal, perdiendo 2-1 en el global frente a Camioneros.
En la edición 2017-18 de la Copa Argentina eliminó 2-0 a Camioneros en la Primera Fase, y luego 3-1 a San Jorge (SF) en la segunda fase. En 1/32 final se enfrentó a Argentinos Juniors por primera vez en su historia. Perdió 2-1 con un gol del jugador Campeón del Mundo 2022 Alexis Mac Allister en el último minuto.

### Torneo Regional Federal Amateur
Para el año 2019, la AFA decide fusionar los torneos Federal B y Federal C. Dando como resultado la creación del Torneo Regional Federal Amateur. Ese mismo año Independiente participa del torneo, en el cual salió 1° de la zona 6 de la Región Pampeana Norte, dándole lugar a clasificar a la segunda fase, donde también resultó ganador de la fase eliminatoria y clasificó a la final por el ascenso al Torneo Federal A frente a Club Sportivo Peñarol. Perdió la final 2-1 en la ida de visitante y 2-1 en la vuelta de local. Nuevamente se le escapaba el ascenso al Rojo de Chivilcoy.
En el Torneo Regional Federal Amateur 2021 logró obtener el ascenso, al vencer en la final a FADEP por 2 a 0, y de esta manera vuelve a la tercera división.

### Torneo Federal A y Copa Argentina
En el 2021 gracias al ascenso conseguido, logra disputar el Torneo Federal A por segunda vez en su historia. Consiguió el 6.º lugar de la Zona A y clasificó a la ronda eliminatoria, en la cual cayó 2-1 en octavos de final frente a Chaco For Ever.
En el Torneo Federal A 2022 quedó en 4.º lugar en la etapa clasificatoria, lo que le permitió clasificar a la Copa Argentina 2023 y a la etapa eliminatoria del torneo, etapa en la cual dejó en el camino a Gimnasia y Tiro (S) en octavos de final y perdió frente a Olimpo de Bahía Blanca en cuartos de final.
En el 2023 se enfrentó a Estudiantes de La Plata por la Copa Argentina. Dicho partido terminó 3-0 a favor del conjunto Platense, que más tarde saldría ganador del torneo.
En el Torneo Federal A 2023 logra el 2° puesto de la Zona C, por detrás de Douglas Haig, clasificando por segundo año consecutivo a la Copa Argentina y a la etapa eliminatoria del Federal A. 
En Octavos de final logra vencer por ventaja deportiva a Juventud Unida Universitario pero vuelve a caer en cuartos de final frente a Olimpo de Bahía Blanca. 
En la Copa Argentina 2024 se enfrentó a San Lorenzo de Almagro por los 32.os de final. Independiente hizo un buen planteo táctico que complicó al equipo azulgrana, sin embargo, San Lorenzo consiguió destrabar el partido a los 59 minutos con un gol de Cristian Tarragona. El resultado final del partido fue 1-0 a favor del conjunto cuervo.
Durante el transcurso del Torneo Federal A 2024 Independiente quedó 6° en la Zona 3 de la Primera Fase, sin lograr la clasificación a la Segunda Etapa del torneo. Durante la Etapa de Reválida, en la disputa por el segundo ascenso, logró clasificar hasta la Tercera Fase, venciendo 1-0 en el partido de ida al Club Ciudad de Bolívar. Pero luego en el partido de vuelta, perdió 1-0, quedando eliminado del torneo por ventaja deportiva.

## Datos del club
- Participaciones en la Primera División: 0
- Participaciones en la Segunda División: 0
- Participaciones en la Tercera División: 7
- Participaciones en la Cuarta División: 10
- Participaciones en la Quinta División: 8

## Escudo y camiseta

### Escudo
|               |                |               |               |
| Primer escudo | Segundo escudo | Tercer escudo | Cuarto escudo |

La simpatía de sus fundadores por Independiente hizo que adoptaran también los colores de la casaca y el escudo de esa institución, en los que predomina el color rojo, con vivos blancos.
También cuentan con una camiseta en homenaje a Sosa la cual se usó durante 2017/2018, esta con el color blanco como protagonista, y el resto de detalles en negro.

## Estadio
Su estadio es el Raúl Orlando Lungarzo, conocido como «El Parque Rojo», con una capacidad de 4000 espectadores.

## Palmarés[24]
| Torneos Nacionales                    | Torneos Nacionales | Torneos Nacionales |
| Competición                           | Títulos | Subcampeonatos     |
| Cuarta categoría                      | Cuarta categoría | Cuarta categoría   |
| ------------------------------------- | --- | ------------------ |
| Torneo Federal B (0/1)                | | 2016               |
| Torneo Regional Federal Amateur (1/1) | 2020-21 | 2019               |
| Quinta categoría                      | |                    |
| Torneo Argentino C (1/0)              | 2012 |                    |
| Torneos Regionales                    | |                    |
| Competición                           | Títulos | Subcampeonatos     |
| Liga Chivilcoyana de Fútbol (18/0)    | 1956, 1958, Clausura 1996, Clausura 1997, Apertura y Clausura 1998, 1999, Apertura 2009, Clausura 2010, Clausura 2011, Clausura 2013, Apertura 2015, Apertura y Clausura 2018, Apertura y Clausura 2019, Clausura 2023, Apertura 2024 |                    |
| Copa de Campeones (5/0)               | 2010, 2013, 2018, 2019, 2023 |                    |